# Glossari de termes nàutics

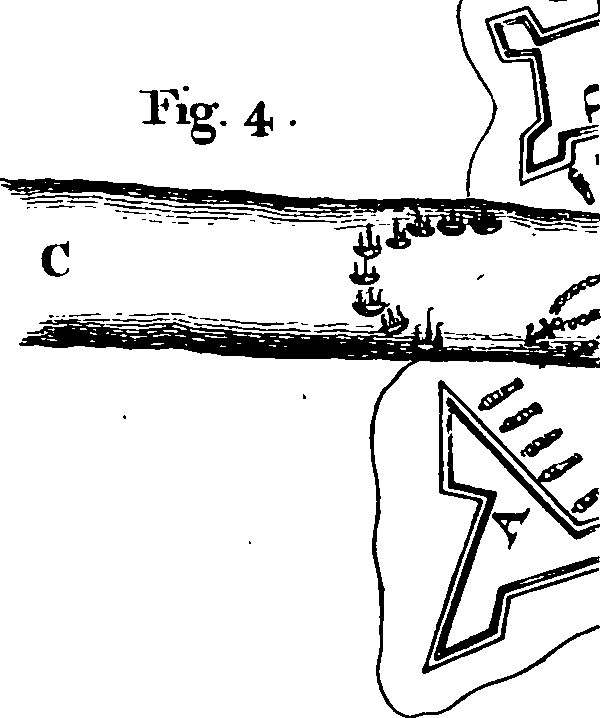
Gravat de l'obra The seaman's vade-mecum and defensive war by sea.

Aquest és un petit glossari de termes nàutics utilitzats pels mariners i per l'entorn nàutic.
| Índex A B C D E F G H I J K L M N O P Q R S T U V W X Y Z |

## A
- Alcàsser o castell de popa: la superestructura que es troba a la popa.
- Aleta: part del vaixell compresa entre el través i la popa. Existeix l'aleta de babord i l'aleta d'estribord.
- Almanac nàutic: sabent l'hora exacta serveix per poder determinar la posició geomètrica d'un astre, Això és necessari per al càlcul de la longitud geogràfica.
- Amainar: recollir o arriar les veles
- Amollar: afluixar la tensió d'una corda.
- Ampolleta: utilitzada per determinar el temps a partir del migdia, així com la velocitat de la nau amb relació a l'aigua.
- Amura: Amplada d'un vaixell en la vuitena part del seva eslora comptant a partir de la proa, és a dir, la part dels dos costats del vaixell on s'estrenyen per formar la proa, existint per tant una amura de babord i una amura d'estribord, el mateix que passa en la part de popa amb les aletes.
- Àncora: peça primitiva de pedra - modernament de ferro acabada en dues ungles i una argolla a l'extrem oposat - connectada a un troc de cadena lligada a una corda que s'usa per a fixar l'embarcació al fons del mar, rius, llacs.. etc. També se l'anomena ferro.
- Anullo: o anell, instrument utilitzat per mesurar l'altura del sol sobre l'horitzó.
- Aparell conjunt de pals i eixàrcies
- Aparellar: posar els instruments de treball com timons, cabrestant, àncores...
- Arqueig: és la mesura convencional de la capacitat o volum intern del vaixell. També anomenat port. Es mesura actualment en tones Moorson, tones d'arqueig brut (GT) o tones d'arqueig net (NT), segons el cas. A l'època medieval i moderna es mesurava principalment en bótes, i en altres casos en quintars, salmes o cafisos.
- Artimó: Vela llatina de les embarcacions medievals, la més gran. També utilitzada per les galeres durant l'Era Moderna.
- Astrocompass: instrument de navegació per trobar el nord real mitjançant un astre i taules astronòmiques;
- Astrolabi: Instrument de navegació utilitzat per mesurar l'angle del sol i altres astres sobre l'horitzó, l'observador està en el vèrtex de l'angle;
- Avant: és l'espai situat davant de l'embarcació;

## B

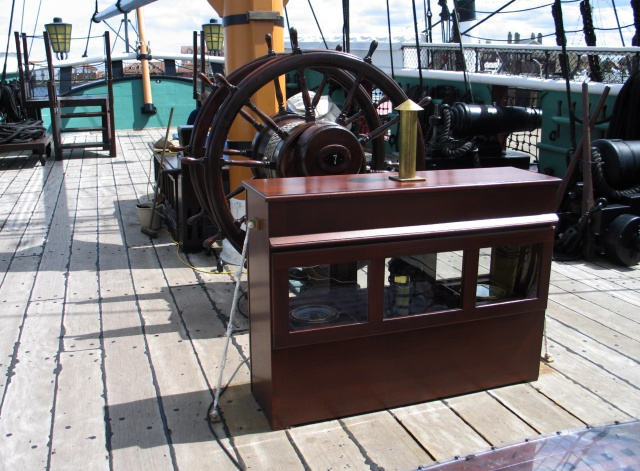
Bitàcola del vaixell HMS Trincomalee, una fragata de vela de 1817. La xemeneia de llautó correspon a la llàntia que va a l'interior.

- Babord: és el costat esquerre del vaixell quan un observador mira cap a la proa. En català el terme tradicional era senestra.
- Baluma: caiguda de popa.
- Banc: (bancada) Peça de fusta travessera lleugerament corbada, que va d'un costat a l'altre de la barca, donant-li consistència, i que a la vegada té la funció de seient. El banc on es recolza el pal mestre del llaüt s'anomena banc d'arbre o d'arborar, i és més reforçat que la resta.[2]
- Bau: són peces transversals que complementen les quadernes i serveixen per a sostenir a les cobertes. El terme tradicional és el de llata.
- Bauprès: pal molt inclinat que surt de proa, en el qual s'aferma l'estai de l'arbre de trinquet als vaixells de tres pals. En català medieval apareix també com a bouprés. Prové de l'anglès 'bowsprit', arribat a les costes catalanes a principis del segle xiv.
- Bergantí goleta: vaixell de dos pals, el de davant, que és de tres peces i encreuat, i el de darrere, que és de dues peces i com de pailebot.
- Bergantí pollacra: vaixell de dos pals encreuats, el de davant, que és de tres peces, i el de darrere, que és de dues peces.
- Bergantí: vaixell de dos pals de tres peces, tots encreuats.
- Bergantí-goleta: de tres pals: vaixell de tres pals, el de davant, que és de tres peces i encreuat, i el del mig (pal mestre o major) i el de darrere (pal de mitjana), que són de dues peces i com de pailebot.
- Bermudiana: vela de tall molt corrent que ha substituït el conjunt que formaven la vela cangrea i l'escandalosa.
- Bitàcola
- Bites: Són dues peces de fusta embiaixades que sobresurten uns 10 o 12 cm. per damunt l'orla. Estan clavades als laterals dels escalemots de la part de proa. Serveixen per envoltar i fermar.
- Bodega: espai interior d'una nau, sota la coberta principal. Tradicionalment dit el pallol o la cala.
- Boia, objecte flotant lligat a un mort que serveix per marcar la ubicació d'un cos submergit (ancoratge, nansa, roca...), o per marcar un camí a seguir (baixos, triangle d'una regata..).
- Bolina, Navegar de: tècnica de navegació contra el vent.
- Boneta: vela quadra suplementària que es fixa per sota del treu a l'arbre mestre.
- Botaló: Masteler del bauprès.
- Botavara: perxa horitzontal on s'enverga el pujament d'un artimó o d'una vela bermudiana.
- Braçola: brocal que envolta l'escotilla per impedir la caiguda d'aigua i objectes a l'interior del vaixell.
- Bricbarca: vaixell de tres o més pals de tres peces i encreuats, excepte el de darrere, que és de dues peces i com d'un pailebot. També anomenada corbeta:.
- Brúixola solar: instrument de navegació per trobar el nord real mitjançant un astre i taules astronòmiques.
- Brúixola: instrument de navegació que indica el nord magnètic.
- Brúixola magnètica: per determinar el rumb magnètic.
- Brusca
  - Regle p llistó per a marcar.[3]
  - Curvatura.[4]
  - Llenya menuda[5]
- Bruscar: Netejar i escalfar el buc d'una embarcació cremant llenya menuda.[6][7]
- Buc: és el cos d'una embarcació. Ha de tenir una forma tal que afavoreixi la seva velocitat, impermeabilitat i li proporcioni les millors qualitats marineres per a la navegació.

## C
- Cabrestant: maquinària que serveix per hissar la cadena o el cap de l'àncora i treballar amb els caps de bord. Exerceix grans esforços. Tradicionalment també anomenat argue.
- Caient: el dos laterals. S'identifiquen com a caient de sobrevent i caient de sotavent (amb el vaixell navegant).
- Calafatar: "Fer-la negra", és l'operació d'impermeabilitzar o fer estanc el buc, tapant els coments de les taules del folre perquè no hi entri l'aigua.
- Calat: mesura de la profunditat a la qual arriba la quilla d'un vaixell, o també la distància entre l'extrem inferior de la quilla i la línia de flotació del vaixell, la immersió del vaixell dins l'aigua
- Cangrea: o aurica Vela de tall de format trapezoidal de forma asimètrica, que s'enverga al pic, al pal i a la botavara, usada en algunes embarcacions esportives com a vela major.
- Caravel·la: vaixell del segle xv, d'una sola coberta, tres pals i veles llatines o rodones.
- Carraca: vaixell gran dels segles XV i XVI. En català el terme que s'utilitzava era el de 'nau grossa'.
- Cartes nàutiques: que són mapes o plànols a escala de les zones en què el vaixell navega. Sinònim de 'carta de navegar'.
- Castell: és la superestructura de proa o de popa.
- Cercle de reflexió: instrument de navegació per mesurar l'altura dels astres sobre l'horitzó;
- Cinta: Andana de taules del folre de l'embarcació que van de proa a popa, per sobre de la línia de flotació. Sol ser la que té més gruix i alhora no només va clavada a les quadernes sinó també als elements longitudinals interiors com el contubal.
- Clíper: Veler ràpid de tall fi i gran superfície vèlica concebut en el segle xix.
- Coberta: són les superfícies horitzontals que divideixen l'interior del vaixell.
- Coca: Embarcació medieval de procedència atlàntica que s'utilitzà a partir de finals del segle xiii fins al XV. La seva funció era de nau mercant. En principi duia un sol arbre a vela quadra i timó de roda, a finals del segle xiv dos arbres, amb vela quadra a l'arbre mestre, a proa i vela llatina a l'arbre de mitjana, a popa.
- Codast: Terme castellà. És preferible fer servir el terme 'roda de popa'.
- Coferdam: emprats en els vaixells de guerra. Són espècies de llargs calaixos que protegeixen el buc en cas d'una via d'aigua.
- Combés: és la superestructura que es troba al centre del vaixell.
- Compàs de marcacions: serveix per determinar marcacions: magnètiques d'objectes observats
- Compàs de puntes: per mesurar distàncies.
- Congo: Peça de bronze o llautó en forma d'argolla que va fixada a la roda de proa i serveix per fixar el barbiquell del botaló o l'aparell de treure la barca.
- Contraroda: Peça de fusta col·locada darrere de la roda d'on queden clavats els extrems de les taules del folre. Serveix per donar solidesa a la unió de la roda i la quilla.
- Corredora: utilitzada per determinar la velocitat de la nau amb relació a l'aigua. Avui ha caigut en desús en ser reemplaçada per la corredora electrònica.
- Cossia: Està composta de dues fustes en forma de biga, col·locades de cantell damunt les llatres i la bancada, que formen els dos costats llargs de l'escotilla de la barca.
- Cossia: passadís que recorria, de proa a popa, la part central d'una galera. També anomenat crugia.
- Costat: Una part del revestiment exterior del buc del vaixell per sobre de la línia de flotació amb el vaixell a plena càrrega. (Durant la construcció del buc del vaixell es defineix com la part que va fins a la vora de la coberta).
- Creueta: Peça de metall o de fusta col·locada de forma horitzontal al pal per separar-ne els obencs.
- Cronòmetre nàutic: utilitzat per determinar l'hora amb gran precisió la qual cosa és necessari per a la determinació de la longitud geogràfica.

## D
- Desplaçament: el pes d'un vaixell, és a dir el pes del volum d'aigua que desallotja.
- Deriva: Resultat del vent o corrents que modifiquen el rumb. Es contraresta amb un angle de deriva.
- Doble fons: consisteix a col·locar un segon folre interior entre les quadernes, dividint en cel al fons de la nau.

## E
- Eixarciar: posar els pals, l'eixàrcia ferma i la de treball.
- Embonar: "metre els embons", posar les taules del folre, començant pels embons.
- Enramada: conjunt de peces que formen l'esquelet del buc d'una embarcació. Està format per l'eix longitudinal (carena i rodes de proa i de popa), pels elements transversals (quadernes) i pels elements longitudinals interiors (paramitjal, sobrescoes, contubal, trencanell) i exteriors (escoes i cintes).
- Envasar: posar els vasos, és a dir l'estructura de fusta col·locada a cada costat del buc d'una galera o una nau, per tal de facilitar la varada.
- Escàlem: tija de fusta o de ferro que serveix de punt de suport al rem.
- Escalemera: peça de fusta dura que va posada sobre l'orla i pel mig del qual passa l'escàlem.
- Escalemot: Barrot de fusta que sobresurt de la taula de claus i on són clavades les taules que folren l'orla.
- Escandall: Aparell per a mesurar la profunditat de l'aigua, antigament una corda amb un plom a l'extrem.
- Escandalosa: Vela de tall, triangular, dels mastelers d'un pailebot, del masteler del pal de mitjana d'una bricbarca, etc.
- Escoa: 1. Part corbada del buc o d'una quaderna entre el pla i el costat. 2. Punt d'unió del madís amb l'estamenera. 3. Quilla lateral. 4. Taula del folre reforçada que per l'exterior ressegueix tot el final del pla i està reblada als madissos i alhora amb perns o cavilles a les sobre-escoes. 5. Punt que marca el final del pla d'una embarcació.
- Escobar: forats practicats a la roda que permeten el pas de la cadena de l'àncora.
- Escota: corda que es lliga a la botavara o al puny d'escota d'una vela mitjançant la qual es controla l'angle de la vela amb el vent;
- Escotilla: obertures practicades a les cobertes, que serveixen per comunicar i donar pas a la llum i l'aire.
- Eslora: és la longitud del vaixell mesurada en el pla longitudinal. Existeix l'eslora màxima i l'eslora entre perpendiculars. També es pot dir llargada, n'hi ha dues de principals, la de roda a roda i la de carena.
- Espalmar: netejar i untar l'obra viva de sèu fos perquè llisqués bé en navegar, fase imprescindible en la construcció, reparació o posada a punt. Principalment a les galeres i embarcacions afins, propulsades a rem.
- Espiga de gratanúvols:
- Espiga de sobregoneta:
- Estai: Cap de l'eixàrcia ferma que subjecta l'arbre en sentit longitudinal, de proa a popa.
- Estamenera: Són les dues peces, muntades una a cada banda, que junt amb el medís componen la quaderna d'una embarcació.
- Estribord: és el costat dret del vaixell quan un observador mira cap a la proa. Tradicionalment dit destra.

## F
- Floc: Qualsevol vela triangular hissada a proa del trinquet, especialment la vela que en una fragata s'amura al pont intermedi entre el cim del botaló i el tamboret del bauprès.
- Fogonadura: són les obertures de les cobertes per on travessen els pals.
- Folre de coberta: Conjunt de taules que van clavades damunt les llatres i constitueixen la coberta de l'embarcació.
- Folre exterior: és la part exterior del buc, format per taulons o planxes, de fusta o ferro segons el vaixell.
- Folre: Conjunt de taules que van clavades a les quadernes per la part exterior i formen el cos del buc d'una embarcació.
- Forcat -Espai protegit sota el senó.
- Fragata: 1. Embarcació a rem i vela, de la família de la galera. 2. Model de fragata és un vaixell amb tres arbres, el de trinquet i mestre a vela quadra i el de mitjana a vela llatina. Model que s'imposa a partir de mitjans del segle xv. 3. Al segle xviii i XIX la fragata és un vaixell de guerra i de comerç que està situat entre el navili i la corbeta.

## G
- Gàbia de caprici: La que té una faixa més de rínxols.
- Gàbia volant: La de posar i treure.
- Gàbia: 1. Mena de caixa o gàbia on es posa el gabier o vigilant dalt de l'arbre mestre. 2. Dona nom a la vela que se situa per sobre de la gàbia.
- Galera: vaixell de guerra de rems i veles.
- Galió: 1. A la Baixa Edat Mitjana, vaixell de la família de la galera. 2. A partir del segle xvi fins al XVIII, vaixell de càrrega o de guerra, gran, alterós, propulsat a vela, amb tres o quatre pals.
- Girocompàs: instrument de navegació que indica el nord real emprant l'efecte giroscòpic;
- Goleta: vaixell, la forma clàssica de la qual té dos pals de dues peces i va aparellada principalment amb veles de tall.
- Goneta: vela quadrada situada damunt del velatxo o del velatxo alt de l'arbre de trinquet, o damunt la gàbia de l'arbre mestre.
- Gràtil alt: el gràtil de dalt
- Gràtil d'escota: el de baix.
- Gràtil: caiguda de proa, la que va al pal.
- Gràtil: el de dalt, que va a la verga.

## I
- Instruments: i eines de càlcul per a la realització dels necessaris càlculs matemàtics. Avui dia han estat substituïts per calculadores i ordinadors digitals però tradicionalment es feien servir taules (trigonométrics, logaritmes, etc.), Regla de càlcul: etc.

## K
- Kamal: senzill instrument d'origen àrab que servia per mesurar l'altura dels astres sobre l'horitzó. Consistia en una tauleta perforada en el seu centre amb un forat per on passava un cordill nuat que l'observador subjectava entre les dents.

## L
- Línia de flotació: intersecció del pla de nivell lliure de l'aigua amb la superfície exterior del buc.
- Llata: Barrot corbat que aguanta la coberta, i que reforça l'embarcació. Són peces que van muntades damunt la serreta i serveixen per sostenir els taulons del folre de coberta.

## M
- Mampara estanca: aquella que es tanca hermèticament, mitjançant portes estanques, que impedeixen que l'aigua es comuniqui entre els compartiments en cas d'avaria.
- Mampara: poden ser longitudinals o transversals, subdivideixen el buc en diversos compartiments, augmentant la seva rigidesa i resistència.
- Mànega: és l'ample de la nau mesurat en el pla de la quaderna mestra. En època medieval i moderna dit oberta.
- Masteler de gàbia: el que ve a continuació del pal mascle.
- Masteler de goneta: el que ve a continuació del de gàbia.
- Masteler de sobregoneta: el que ve a continuació del de goneta.
- Medís: La part central d'una quaderna, que va fixada damunt la carena i arriba fins a l'escoa.
- Messana: (o mitjana), vela triangular o trapezial —llatina, marconi o cangrea— sempre envergada al pal de popa i que serveix per estabilitzar el vaixell.

## N
- Nocturlabi: es feia servir per determinar l'hora mitjançant l'observació de les estrelles.
- Bita: columnes de ferro ferms a la coberta on es prenen tornada els caps, filferros i cadenes que s'utilitzen a bord.

## O
- Obra morta: és la part emergent del buc i les superfícies laterals s'anomenen costats.
- Obra viva: és la part submergida del buc, per sota de la línia de flotació.
- Octant: instrument de navegació per mesurar l'altura dels astres sobre l'horitzó, essencialment el mateix instrument que el sextant amb la sola diferència dels graus d'abast
- Orla: És la part del buc d'una embarcació que hi ha per sobre de la coberta i forma part de l'obra morta.

## P
- Pailebot: Goleta els pals de la qual tenen tots la mateixa alçària i només va aparellada amb veles de tall.
- Pal d'artimó: pal d'un vaixell que serveix per hissar la vela homònima.
- Arbre de mitjana: A l'Edat Mitjana a les naus i galeres de dos arbres a vela llatina era l'arbre situat al mig. A partir del segle xv amb la creació de naus a tres arbres, el de mitjana a vela llatina es desplaça cap a popa, essent els altres dos els de trinquet i mestre a vela quadra.
- Pal major: (o mestre) el pal principal d'una vaixell.
- Pal mascle: el primer tros d'un pal, que toca a la carena del vaixell.
- Trinquet: pal de proa d'un xabec, d'una fragata, d'una bricbarca, d'un bergantí, d'una goleta, etc., però no d'una barca de mitjana, ni d'un iot.
- Paramitjal: peça llarga de fusta que ressegueix longitudinalment el buc per l'interior. S'asseu sobre els madissos, clavat a aquests i unit també a la carena mitjançant cavilles o perns.
- Paramola: És la base on s'asseu el peu d'un arbre. Pot estar feta d'una peça de fusta o un conjunt de peces de fusta, a sobre del paramitjal.
- Peça de claus: Es diuen així les peces de fusta que es troben de pla damunt la cinta i les llatres, que donen la volta a tota l'embarcació i a l'altura de la coberta, és una peça de difícil col·locació que lliga les estameres i la coberta.
- Peça: Peça de fusta que va de proa a popa, muntada sobre la quilla d'una embarcació per reforçar-la. Damunt s'hi planta la madissada.
- Perroquet: Vela que equival a la goneta de mitjana.
- Petifloc: Vela triangular més petita que el floc.
- Pollacra: vaixell de dos pals de dues peces, tots encreuats.
- Pols: Són els taulons de fusta que es treuen i es posen damunt les quadernes formant el paviment interior de la barca.
- Popa: és la part de darrere de l'embarcació;
- Proa: és la part de davant de l'embarcació;
- Pujament: el faldar d'una vela rodona o d'una vela de tallant, és a dir, el costat inferior, que s'enverga normalment a la botavara.
- Puntal: és l'altura del vaixell mesurada sobre la perpendicular mitjana, des de la vora inferior de la quilla fins a la coberta principal.
- Puntals: són els reforços en sentit vertical.
- Puny d'amura: el de baix a proa, entre el gratil i el pujament.
- Puny d'amura: el de proa, entre el gràtil i el pujament.
- Puny de boca: el de dalt a proa, entre els dos gràtils.
- Puny de pena: el de dalt a popa, entre el gratil alt i la baluma
- Puny de pena: el de dalt, al vèrtex de les dues caigudes.
- Puny d'empunyidura: els dos de dalt, entre el gràtil i els caientss.
- Puny d'escota: el de baix a popa, entre la baluma i el pujament.
- Puny d'escota: el de popa, entre la baluma i el pujament.
- Puny d'escota: els dos de baix, entre els caients i el gràtil d'escota.
- Puny d'una vela: Els angles de la vela reben el nom de Puny de vela:.

## Q
- Quaderna mestra: És la quaderna més gran, més ampla i més alta d'una embarcació.
- Quaderna: són les peces corbes que s'afirmen a la quilla en forma perpendicular a aquesta. Serveixen per a donar forma al vaixell i sostenir els folres.
- Quadrant: senzill instrument utilitzat per mesurar l'altura d'un astre sobre l'horitzó. Va ser desplaçat per altres instruments més moderns.
- Quadrant de Davis: instrument de navegació per mesurar l'altura dels astres sobre l'horitzó, va reemplaçar la ballesta i va ser substituït al seu torn pel sextant.
- Quarters: Són cada una de les tapes de fusta que van encaixades cada una d'elles i damunt la cossia, deixant la barca tancada i fent-la impenetrable a l'acció de l'aigua.
- Quilla: peça longitudinal que corre de proa a popa a la part més baixa del vaixell, servint de lligam entre les quadernes. Tradicionalment dita carena.

## R
- Regles paral·lels: utilitzats per a traçar paral·leles sobre la carta.
- Roda: peça que en prolongació de la quilla forma l'extrem de proa i de popa d'una embarcació.
- Ruixó: àncora de quatre braços o marres, utilitzat sobretot per les embarcacions menors i mitjanes, i algunes de grans com les galeres.

## S
- Senó: Petita coberta situada a proa o a popa en embarcacions obertes (sense coberta principal).
- Sentina: zona més baixa de l'interior o cala on s'acumulen les aigües que puguin haver entrat a l'embarcació.
- Serreta: Dues taules interiors, armades a cada banda del buc d'una barca, col·locades de proa a popa a l'alçada de la cinta i fortament clavades al capdamunt de les quadernes. A més de donar solidesa a l'embarcació serveix per muntar-hi les llatres de la coberta.
- Seure: posar la quilla, la roda i el codast sobre les estepes.
- Sextant: instrument de navegació utilitzat per mesurar l'angle entre una línia que passa per l'observador i un estel, i la línia horitzontal, o l'angle horitzontal entre dos punts de referència;
- Sobregoneta: Vela quadrada situada damunt de la goneta del pal trinquet, o damunt la goneta del pal mestre
- Sobrequilla:
- Sobrevent: és el costat des d'on bufa el vent (en oposició a sotavent);
- Sonda nàutica: per determinar la profunditat i naturalesa del fons. Consistia en un cap a l'extrem anava un pes de plom amb una cavitat a la part inferior en la qual es posava sèu perquè en tocar fons es pegués una mostra. Aquest tipus de sonda ha caigut en desús substituït per la sonda electrònica.
- Sotavent: és el costat cap on bufa el vent (en oposició a "perlovent");
- superestructura: part superior d'un vaixell, construït damunt el buc.

## T
- Tapa de regala (soleta) És una peça llarguera formada per diferents trossos de fusta acoblats entre ells, i clavats el voltant de l'orla damunt els rodons.
- Taxímetre: cercle azimutals que serveix per determinar la demora nàutica: d'objectes observats.
- Treu: Vela quadra de l'arbre mestre, la principal utilitzada per les naus baix-medievals i d'època moderna, i també per les galeres de la ruta de Flandes si calia canviar la vela llatina per una quadra.

## V
- Vara de Jacob: senzill instrument en forma de creu que servia per mesurar l'altura dels astres sobre l'horitzó.
- Varar: ficar l'embarcació a l'aigua. En català varar és el contrari que varar en castellà.
- Varenga:
- Vas: estructura de fusta que es posa a ambdós costats del buc per tal de facilitar la varada d'una embarcació gran, ja sigui galera o nau.
- Vela: estructura de propulsió de determinats tipus d'embarcacions que utilitzen la força dels vents.
- Vela de tallant: Van muntades en el pla longitudinal i van envergades en els pals, pics, nervis i estais.
- Vela de trinquet: La vela de proa d'un xabec, d'una fragata, d'una bricbarca, d'un bergantí, d'una goleta, etc., però no d'una barca de messana, ni d'un iot.
- Vela major: La vela principal d'un vaixell.
- Vela rodona: Va muntada a les vergues i té quatre costats.
- Velatxo: La primera vela situada per damunt de la vela de trinquet, i si només n'hi ha una, aquesta mateixa.
- Vent aparent: suma vectorial del vent real i l'induït per la velocitat del vaixell.

## X
- Xabec: vaixell de vela llatina, amb tres pals, usada a la Mediterrània per al tràfic de cabotatge.